# PowerJet
PowerJet es una empresa conjunta franco-rusa 50-50 creada en 2004 por los fabricantes de motores aeronáuticos Snecma (Safran) y NPO Saturn. La compañía está a cargo del programa SaM146, el único motor del avión de pasajeros Sukhoi Superjet 100, que incluye el diseño, la producción, el marketing y el soporte posventa. Ofrece un sistema de propulsión completo, que comprende motor, góndola y equipo.

## Historia
Snecma y NPO Saturn comenzaron a cooperar en 1998, cuando Snecma subcontrató la producción de piezas de motor CFM56 a NPO Saturn. En 2004, la creación de la empresa conjunta PowerJet llevó la colaboración un paso más allá. 
En 2005, se fundó la planta de producción VolgAero en Rybinsk, con el fin de fabricar piezas para el SaM146, así como piezas y conjuntos para otros motores producidos por las dos empresas matrices.
El 23 de junio de 2010, se anunció que la EASA certificó PowerJet para su motor SaM146. Obtuvo la certificación rusa en agosto de 2010 y al año siguiente entró en servicio el Superjet 100.

## Productos
- PowerJet SaM146